# Loituma (Ruokolax, Södra Karelen, Finland)
Loituma eller Loitumanjärvi är en sjö i Finland. Den ligger i kommunen Ruokolax i landskapet Södra Karelen, i den sydöstra delen av landet, 270 km nordost om huvudstaden Helsingfors. Loituma ligger 95,8 meter över havet. I omgivningarna runt Loituma växer i huvudsak blandskog. Den är 17,94 meter djup. Arean är 3,66 kvadratkilometer och strandlinjen är 31,26 kilometer lång. Sjön  ingår i Hiitolanjokis huvudavrinningsområde. 